# Leila Peixoto
Leila Fernandes Peixoto (Rio de Janeiro, 7 de setembro de 1932) é ex-voleibolista brasileira que conquistou pela Seleção Brasileira Feminina de Voleibol a medalha de ouro no Lima 1961 e nos Jogos Pan-Americanos de 1963.

## Carreira
Carioca de nascimento foi uma jogadora de vôlei do Flamengo desde a década de 50 e 60 e também da Seleção Brasileira de Voleibol Feminino  disputou os Jogos Pan-Americanos de 1963  em  São Paulo. No Flamengo fez parte da grande equipe de vôleido clube que ficou conhecida como Rolinho Compressor, que além de conquistar muitos títulos foi a primeira a viajar para fora do país.Um de suas habilidades no voleibol era seu o potente saque. Conquistou  títulos de Campeã Brasileira, Campeã Carioca,  Campeã Universitária e  ainda pela Seleção Brasileira, na qual vestia a camisa de número 2,  conquistou ouro no Campeonato Sul-Americano de Voleibol Femininoe participou de Campeonato Mundial de Voleibol Feminino.

## Títulos e Resultados
Campeonato Mundial de Voleibol Feminino
- 1960-5º Lugar  (Rio de Janeiro,  Brasil) [6]